# 摩爾斯布里奇 (阿拉巴馬州)
摩爾斯布里奇（英語：Moores Bridge）是位於美國阿拉巴馬州塔斯卡盧薩縣的一個非建制地區。該地的面積和人口皆未知。

## 地理
摩爾斯布里奇的座標為33°26′55″N 87°47′37″W / 33.44861°N 87.79361°W，而該地的平均海拔高度為87米（即285英尺）。